# Villa Gran Parque
Barrio Villa Gran Parque, Villa del Parque o Villa Ciudad Parque es una localidad argentina ubicada en el Departamento Santa María, provincia de Córdoba. Se encuentra en el extremo Norte del Dique Los Molinos, junto a Potrero de Garay, con el que forman un aglomerado urbano denominado Potrero de Garay - Barrio Villa del Parque.
Es una zona turística, cuyo principal atractivo es el cercano Dique Los Molinos, donde hay un sector de pescadores. Es una zona de gran crecimiento tanto inmobiliario como de cultivo de soja.

## Población
Cuenta con 1,017 habitantes (Indec, 2010), cifra que incluye también a la localidad de Potrero de Garay.